# Aromobates
Genre
Synonymes
- Nephelobates La Marca, 1994

Aromobates est un genre d'amphibiens de la famille des Aromobatidae.

## Répartition
Les 18 espèces de ce genre se rencontrent  dans la cordillère de Mérida au Venezuela et dans la cordillère Orientale en Colombie.

## Liste des espèces
Selon Amphibian Species of the World (17 septembre 2014) :
- Aromobates alboguttatus (Boulenger, 1903)
- Aromobates cannatellai Barrio-Amorós & Santos, 2012
- Aromobates capurinensis (Péfaur, 1993)
- Aromobates duranti (Péfaur, 1985)
- Aromobates ericksonae Barrio-Amorós & Santos, 2012
- Aromobates haydeeae (Rivero, 1978)
- Aromobates leopardalis (Rivero, 1978)
- Aromobates mayorgai (Rivero, 1980)
- Aromobates meridensis (Dole & Durant, 1972)
- Aromobates molinarii (La Marca, 1985)
- Aromobates nocturnus Myers, Paolillo-O. & Daly, 1991
- Aromobates ornatissimus Barrio-Amorós, Rivero & Santos, 2011
- Aromobates orostoma (Rivero, 1978)
- Aromobates saltuensis (Rivero, 1980)
- Aromobates serranus (Péfaur, 1985)
- Aromobates tokuko Rojas-Runjaic, Infante-Rivero & Barrio-Amorós, 2011
- Aromobates walterarpi La Marca & Otero-López, 2012
- Aromobates zippeli Barrio-Amorós & Santos, 2012

## Publication originale
- Myers, Paolillo & Daly, 1991 : Discovery of a defensively malodorous and nocturnal frog in the family Dendrobatidae: phylogenetic significance of a new genus and species from the Venezuelan Andes. American Museum Novitates, no 3002, p. 1-33 (texte intégral).